# Yayoi (cacciatorpediniere)
Lo Yayoi (弥生? lett. "Terzo mese del calendario lunare/Marzo"), sino al 1º agosto 1928 denominato 23-Gō kuchikukan (第23駆逐艦? lett. "cacciatorpediniere Numero 23"), è stato un cacciatorpediniere della Marina imperiale giapponese, terza unità appartenente alla classe Mutsuki. Fu varato nel luglio 1925 dal cantiere navale di Uraga a Tokyo.
Appartenente alla 30ª Divisione, all'inizio delle ostilità in Estremo Oriente partecipò alla battaglia dell'Isola di Wake, rimanendo danneggiato, e alle diverse operazioni anfibie nell'arcipelago di Bismarck e nelle isole Salomone, culminate nell'operazione Mo e nella conseguente battaglia del Mar dei Coralli (4-8 maggio 1942), cui fu presente poiché aggregato alla scorta del convoglio d'invasione diretto a Port Moresby. Raddobbato e riequipaggiato in patria, tornò in azione a fine agosto nei ranghi dell'8ª Flotta di stanza a Rabaul: completò due missioni nelle acque della Nuova Guinea ma nel corso della terza (sgombero di Goodenough) rimase vittima di un nutrito attacco aereo e affondò l'11 settembre con perdite non lievi tra l'equipaggio, incluso il comandante di divisione.

## Servizio operativo

### Costruzione
Il cacciatorpediniere Yayoi fu ordinato nell'anno fiscale edito dal governo nipponico nel 1923, inizialmente indicato come "cacciatorpediniere Numero 23" (23-Gō kuchikukan in lingua giapponese). La sua chiglia fu impostata nel cantiere navale di Uraga, a Tokyo, l'11 gennaio 1924 e il varo avvenne l'11 luglio 1925; fu completato il 28 agosto 1926 e il 1º agosto 1928 assunse il suo nome definitivo, avendo la Marina imperiale abbandonato alla data il sistema di nomenclatura del naviglio leggero con soli numeri. Assieme ai cacciatorpediniere Mutsuki, Mochizuki e Kisaragi formò la 30ª Divisione dipendente dalla 6ª Squadriglia che, dalla fine del 1940, fu sottoposta alla 4ª Flotta di stanza nelle isole del Mandato.

### 1941-1942
Il 29 novembre 1941, al comando del capitano di corvetta Masaki Kimotsuki, salpò dalla rada della base aeronavale di Truk con la divisione d'appartenenza e il resto della 6ª Squadriglia, fermandosi il 3 dicembre all'atollo di Kwajalein nelle isole Marshall. Fu quindi inquadrato nella forza d'occupazione dell'Isola di Wake guidata dal contrammiraglio Sadamichi Kajioka e comprendente, oltre la 30ª Divisione, i cacciatorpediniere Hayate, Oite, tre incrociatori leggeri (Yubari, Tatsuta, Tenryu), due cacciatorpediniere-trasporto rapido, gli incrociatori ausiliari Kinryu Maru e Kongo Maru e una nave appoggio sommergibili. L'8 dicembre la formazione salpò e giunse all'alba dell'11 dinanzi all'isola; Kajioka, con gli incrociatori leggeri, intraprese un bombardamento avvicinandosi man mano alla riva. Improvvisamente la guarnigione statunitense rispose al fuoco con qualche cannone da 127 mm, piazzando numerose granate sulle navi giapponesi: lo Yayoi, che con i gregari si era portato a ovest degli isolotti di Peale e Wilkes per cannoneggiarli, invertì precipitosamente la rotta e fu raggiunto da una granata, che provocò un morto e diciassette feriti. Poté comunque rimanere in azione e fu presente al secondo assalto anfibio all'isola, che il 23 dicembre ebbe successo. Rientrato a Kwajalein con i gemelli, il 31 prese in consegna un convoglio che condusse al sicuro a Truk il 3 gennaio 1942; dieci giorni, risolti i danni, dopo salpò con lo Yubari e la 29ª Divisione di scorta alla nave appoggio idrovolanti Kiyokawa Maru, due trasporti e un'unità ausiliaria per ricongiungersi, presso l'atollo di Woleai, alla forza di spedizione per Rabaul: il 17 la riunione fu compiuta e il 23, dopo una breve scaramuccia, Rabaul fu presa. Lo Yayoi rimase dunque per un paio di settimane nella zona, incaricato di pattugliamenti anti-sommergibile e compiti di scorta.

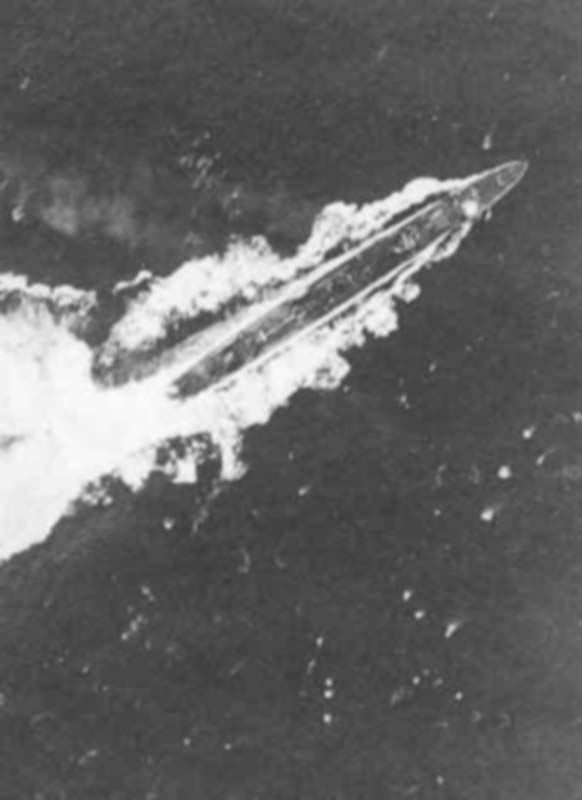
Lo Yayoi sotto attacco, ripreso dai velivoli che lo affondarono nel settembre 1942

Il 9 febbraio vigilò con altre navi da guerra sullo sbarco incontrastato a Gasmata in Nuova Britannia, per poi riprendere il servizio di sorveglianza; a inizio marzo fu aggregato al grosso della 4ª Flotta e presenziò l'8 all'invasione di Lae-Salamaua, sfuggendo senza danni alla pesante incursione aerea statunitense avvenuta due giorni dopo. Il 28 marzo fu presente all'invasione incontrastata delle isole Shortland e della baia di Kieta (Bougainville); richiamato a Rabaul, dall'8 aprile fece parte della forza d'invasione per le isole dell'Ammiragliato e poi, a fine mese, fu aggregato con il resto della divisione alla scorta del convoglio riunito per occupare Port Moresby, nella Nuova Guinea sud-orientale: fu perciò presente alla battaglia del Mar dei Coralli (4-8 maggio), senza però partecipare agli scontri. Rientrato a Rabaul e poi spostatosi a Truk, il 1º luglio lo Yayoi salpò alla volta di Yokosuka e infine Sasebo, dove dal 9 luglio fu revisionato; fu quindi dotato di una singola mitragliatrice pesante Type 93 da 13,2 mm e di tre installazioni triple di cannoni Type 96 da 25 mm L/60, rinunciando a una delle mitragliatrici da 7,7 mm. Infine il fumaiolo anteriore fu ridotto di altezza per motivi non noti. Passato al comando del capitano di corvetta Shizuka Kajimoto, il 15 agosto salpò con il Mutsuki in difesa del trasporto Sanuki Maru per Rabaul e le Shortland.

### L'affondamento
La sera del 24 lo Yayoi lasciò l'arcipelago con i cacciatorpediniere Mutsuki, Isokaze, Kawakaze e nottetempo si unì al Kagero in un bombardamento di Henderson Field, l'aeroporto in mani statunitensi su Guadalcanal; si unì dunque in alto mare al convoglio guidato dal contrammiraglio Raizō Tanaka, che sotto la protezione della 2ª e 3ª Flotta (impegnate nella battaglia delle Salomone Orientali) era in rotta con rinforzi per Guadalcanal: tuttavia nel corso di due attacchi aerei il Kinryu Maru fu incendiato e il Mutsuki gravemente colpito. Entrambe le unità andarono a fondo e lo Yayoi trasse in salvo l'equipaggio del gregario compreso il comandante di divisione, capitano di vascello Shirō Yasutake. Il 27 rientrò a Rabaul assieme a due navi pattuglia, quindi il giorno seguente caricò a bordo un reparto di fanteria e lo recò sino al villaggio di Buna in Nuova Guinea, a sud-est di Salamaua, tornando alla base il 31. Il 4 settembre salpò e navigò a tutta forza sino alla baia di Milne, sulla punta orientale della grande isola, ove qualche giorno prima era avvenuto uno sbarco in forze: dopo aver preso a bordo 224 feriti, il capitano Yasutake rimase impressionato dalle difficoltà incontrate dal corpo di spedizione e consigliò allo stato maggiore dell'8ª Flotta di evacuare le restanti truppe. Fece dunque rotta per Rabaul assieme al pattugliatore No. 39, peraltro esso stesso con rinforzi. Il 10 settembre lasciò la piazzaforte con lo Isokaze per sgomberare la piccola guarnigione di Goodenough ma il giorno dopo, circa 8 miglia a nord-ovest dell'Isola di Vakuta (8°45′S 151°25′E), le due unità furono attaccate da un gruppo aereo alleato: lo Yayoi incassò una bomba a poppa e le macchine smisero di funzionare; fu quindi ripetutamente mitragliato e iniziò ad affondare con perdite piuttosto gravi tra l'equipaggio – sessantotto morti, compreso il capitano Yasutake. Il capitano Kajimoto e 82 altri uomini riuscirono a mettersi in salvo sulle scialuppe e raggiunsero l'Isola di Normanby, venendo recuperati il 26 dallo Isokaze e dal Mochizuki.
Il 20 ottobre 1942 lo Yayoi fu eliminato dai registri della Marina imperiale giapponese.